# Pluvianelle magellanique
Pluvianellus socialis
Famille
Genre
Espèce
Statut de conservation UICN

 NT  : Quasi menacé
La Pluvianelle magellanique ou Pluvianeau de Magellan (Pluvianellus socialis) est une espèce d'oiseaux, la seule du genre Pluvianellus et de la famille Pluvianellidae.

## Positionnement taxinomique
Ce taxon était auparavant classé dans la famille des Charadriidae, puis celle des Chionidae.